# Maksim Lukashevich
Maksim Lukashevich (tiếng Belarus: Максiм Лукашэвiч; tiếng Nga: Максим Лукашевич; sinh 28 tháng 3 năm 1992) là một cầu thủ bóng đá Belarus. Tính đến năm 2018, anh thi đấu cho Neman Grodno.